# Herniosina
Herniosina (лат.) — род мух-шароусок из подсемейства Limosininae.

## Описание
Мухи длиной тела 2-3 мм. Поствертикальные щетинки за простыми глазками отсутствуют. На лобной полоске от 3 до 5 интерфронтальных щетинок. Ниже и выше орбитальных щетинок имеются 2-5 дополнительных мелких щетинок. Имеются две плечевые щетинки на переднеспинке. Костальная жилка крыла не заходит за вершину радиальной жилки R4+5. Жилка R4+5 с выемкой, но на вершине почти прямая. Дискомедиальная ячейка (dm) длинная, а её задний наружный угол часто закруглен. Закрыловая пластинка относительно маленькая и узкая. Постабдомен у самцов сильно изогнут вниз. Синстернит брюшка (S1+2) с бугорком, пятый стернит сильно редуцирован. Церки видоизменены в своеобразные выступы.

## Биология
Большинство видов этого рода являются почвенными фитосапрофагами, связанными гниющей листовой подстилкой широколиственных деревьев. Личинки питаются разлагающимися органических субстратах животного, растительного и грибного происхождения. Вид Herniosina bequaerti является троглобионтом, обитает в пещерах, подвалах домов, норах, гнездах мелких млекопитающих.

## Классификация
Включает на 2021 год семь описанных видов:
- Herniosina horrida (Roháček, 1978)
- Herniosina bequaerti (Villeneuve, 1917)
- Herniosina calabra Roháček, 2021
- Herniosina erymantha Roháček, 2016
- Herniosina pollex Roháček, 1993
- Herniosina hamata Roháček, 2016
- Herniosina  voluminosa Marshall, 1987

## Распространение
Встречается преимущественно в Палеакртике. В Северной Америке отмечен один вид Herniosina voluminosa, который может выделен в самостоятельный род.